# Bebearia albicostata
Bebearia albicostata är en fjärilsart som beskrevs av Schultze 1920. Bebearia albicostata ingår i släktet Bebearia och familjen praktfjärilar. Inga underarter finns listade i Catalogue of Life.